# Cornățelu, Bacău
Cornățelu (în trecut, Mohorâți) este un sat în comuna Motoșeni din județul Bacău, Moldova, România.